# IC 1821/1
IC 1821/1 је спирална галаксија у сазвијежђу Ован која се налази на листи објеката дубоког неба у Индекс каталогу.
Деклинација објекта је + 13° 46' 50" а ректасцензија 2h 36m 25,3s. Привидна величина (магнитуда) објекта IC 1821 износи 14,3 а фотографска магнитуда 15,1. IC 18211 је још познат и под ознакама CGCG 439-20, NPM1G +13.0098, PGC 9898.